# Allocharopa okeana
Allocharopa okeana är en snäckart som först beskrevs av Madeleine Gabriel 1947.  Allocharopa okeana ingår i släktet Allocharopa och familjen Charopidae. IUCN kategoriserar arten globalt som nära hotad. Inga underarter finns listade i Catalogue of Life.